# Haláli zsaruk
A Haláli zsaruk (eredeti cím: Common Law) 2012-ben bemutatott amerikai televíziós vígjáték-drámasorozat.
A sorozatot Cormac és Marianne Wibberley alkotta meg. A főszerepben Michael Ealy és Warren Kole látható: a Los Angeles-i Rendőrségnél dolgozó nyomozópáros ki nem állhatja egymást, ezért feletteseik "párterápiára" küldik őket. 
Az USA Network mutatta be 2012. május 11. és augusztus 10. között. Magyarországon 2012. október 12-én indult a TV2-n, 2013. július 12-étől az AXN is műsorra tűzte. 
Mindössze egyetlen, 12 epizódos évadot követően az alacsony nézettség szám miatt törölték a műsorról.

## Cselekmény
Travis Marks és Wes Mitchell a Los Angeles-i rendőrség nyomozópárosa már öt éve, ám kezdenek egymás agyára menni. Egyik vérmes vitájuk után a rendőrkapitánynak elege lesz: párterápiára küldi a civakodó feleket és Dr. Ryanhez kerülnek.

## Szereplők
| Szereplő                 | Színész          | Magyar hang    |
| ------------------------ | ---------------- | -------------- |
| Travis Marks             | Michael Ealy     | Varga Gábor    |
| Wess Mitchel             | Warren Kole      | Zámbori Soma   |
| Dr. Elise Ryan           | Sonya Walger     | Bertalan Ágnes |
| Mike Sutton kapitány     | Jack McGee       | Forgács Gábor  |
| Alex MacFarland Mitchell | Elizabeth Chomko |                |
| Jonelle                  | Alicia Coppola   |                |

## Epizódok
| #   | Cím                 | Rendező        | Író                           | Premier                                  | Nézettség                        | Gyártási szám |
| --- | ------------------- | -------------- | ----------------------------- | ---------------------------------------- | -------------------------------- | ------------- |
| 1.  | Pilot               | Jon Turteltaub | The Wibberleys                | 2012. május 11. 2012. október 12. és 19. | 2,48 millió 446 ezer és 452 ezer | 101           |
| 2.  | Ride-Along          | Dermott Downs  | The Wibberleys                | 2012. május 18. 2012. október 26.        | 2,51 millió 502 ezer             | 102           |
| 3.  | Soul Mates          | Aaron Lipstadt | Pamela Davis                  | 2012. június 1. 2012. november 2.        | 2,29 millió 627 ezer             | 103           |
| 4.  | Ex-Factor           | Mel Damski     | Matt Ward                     | 2012. június 8. 2012. november 9.        | 2,31 millió 444 ezer             | 104           |
| 5.  | The T Word          | John Scott     | Douglas Petrie és Tim Talbott | 2012. június 15. 2012. november 16.      | 2,21 millió 389 ezer             | 105           |
| 6.  | Performance Anxiety | Larry Teng     | Craig Sweeny                  | 2012. június 22. 2012. november 23.      | 2,17 millió 501 ezer             | 106           |
| 7.  | Role Play           | Marc Roskin    | Jeff Lowell                   | 2012. június 29. 2012. november 30.      | 1,97 millió 503 ezer             | 107           |
| 8.  | Joint Custody       | Stephen Surjik | Craig Sweeny és Matt Ward     | 2012. július 13. 2012. december 7.       | 2,07 millió 440 ezer             | 108           |
| 9.  | Odd Couples         | Mike Smith     | Jeff Lowell                   | 2012. július 20. 2012. december 14.      | 1,82 millió 446 ezer             | 109           |
| 10. | In-Laws vs. Outlaws | Stephen Surjik | Tim Talbott                   | 2012. július 27. 2012. december 21.      | 1,76 millió 292 ezer             | 110           |
| 11. | Hot for Teacher     | Seith Mann     | Craig Sweeny és John McNamara | 2012. augusztus 3. 2013. január 4.       | 1,79 millió 337 ezer             | 111           |
| 12. | Gun!                | John Behring   | Craig Sweeny                  | 2012. augusztus 10. 2013. január 11.     | 2,04 millió 331 ezer             | 112           |

## Fordítás
- Ez a szócikk részben vagy egészben  a   Common Law (2012 TV series) című angol Wikipédia-szócikk fordításán alapul.  Az eredeti cikk szerkesztőit annak laptörténete sorolja fel. Ez a jelzés csupán a megfogalmazás eredetét és a szerzői jogokat jelzi, nem szolgál a cikkben szereplő információk forrásmegjelöléseként.